# Atletica leggera ai Giochi della XXIII Olimpiade - Marcia 20 km

Video della gara

La prova di marcia 20 km ha fatto parte del programma maschile di atletica leggera ai Giochi della XXIII Olimpiade. La competizione si è svolta il 3 agosto 1984 nella città di Los Angeles, con arrivo nello Stadio olimpico.

## Presenze ed assenze dei campioni in carica
| Competizione         | Atleta            | Prestazione | Los Angeles 1984 |
| -------------------- | ----------------- | ----------- | ---------------- |
| Olimpiadi 1980       | Maurizio Damilano | 1h23'35"5   | Presente         |
| Europei 1982         | José Marín        | 1h23'43"    | Presente         |
| Asiatici 1982        | Chand Ram         | 1h29'29”    | Presente         |
| Panamericani 1983    | Ernesto Canto     | 1h28'12"    | Presente         |
| Coppa del mondo 1983 | Jozef Pribilinec  | 1h19'30"    | Assente          |
| Mondiali 1983        | Ernesto Canto     | 1h20'49"    | Presente         |

1. ↑  Per il boicottaggio del Blocco dell'Est ai Giochi.

## Ordine d'arrivo
| Pos.    | Atleta                  | Nazione        | Tempo       |
| ------- | ----------------------- | -------------- | ----------- |
| Oro     | Ernesto Canto           | Messico        | 1 h 23' 13" |
| Argento | Raúl González Rodríguez | Messico        | 1 h 23' 20" |
| Bronzo  | Maurizio Damilano       | Italia         | 1 h 23' 26" |
| 4       | Guillaume LeBlanc       | Canada         | 1 h 24' 29" |
| 5       | Carlo Mattioli          | Italia         | 1 h 25' 07" |
| 6       | Josep Marín             | Spagna         | 1 h 25' 32" |
| 7       | Marco Evoniuk           | Stati Uniti    | 1 h 25' 42" |
| 8       | Erling Andersen         | Norvegia       | 1 h 25' 54" |
| 9       | Querubín Moreno         | Colombia       | 1 h 26' 04" |
| 10      | David Smith             | Australia      | 1 h 26' 48" |
| 11      | François Lapointe       | Canada         | 1 h 27' 06" |
| 12      | Héctor Moreno           | Colombia       | 1 h 27' 12" |
| 13      | Philip Vesty            | Gran Bretagna  | 1 h 27' 28" |
| 14      | Simon Baker             | Australia      | 1 h 27' 43" |
| 15      | Gérard Lelièvre         | Francia        | 1 h 27' 50" |
| 16      | Willi Sawall            | Australia      | 1 h 28' 24" |
| 17      | Marcelino Colin         | Messico        | 1 h 28' 26" |
| 18      | Francisco Vargas        | Colombia       | 1 h 28' 46" |
| 19      | Ian McCombie            | Gran Bretagna  | 1 h 28' 53" |
| 20      | Martial Fesselier       | Francia        | 1 h 29' 46" |
| 21      | Marcel Jobin            | Canada         | 1 h 29' 49" |
| 22      | Chand Ram               | India          | 1 h 30' 06" |
| 23      | Jim Heiring             | Canada         | 1 h 30' 20" |
| 24      | Steve Barry             | Gran Bretagna  | 1 h 30' 46" |
| 25      | José Pinto              | Portogallo     | 1 h 30' 54" |
| 26      | Abdelouahab Ferguene    | Algeria        | 1 h 31' 24" |
| 27      | Zhang Fuxin             | Cina           | 1 h 32' 10" |
| 28      | Alessandro Pezzatini    | Italia         | 1 h 32' 27" |
| 29      | Martin Toporek          | Austria        | 1 h 33' 58" |
| 30      | Benamar Kechkouche      | Algeria        | 1 h 34' 12" |
| 31      | Santiago Fonseca        | Honduras       | 1 h 34' 47" |
| 32      | Pius Munyasia           | Kenya          | 1 h 34' 53" |
| 33      | Daniel O'Connor         | Stati Uniti    | 1 h 35' 12" |
| 34      | José Víctor Alonzo      | Guatemala      | 1 h 35' 32" |
| 35      | Stefano Casali          | San Marino     | 1 h 35' 48" |
| 36      | Osvaldo Morejon         | Bolivia        | 1 h 44' 42" |
| 37      | Luis Campos             | El Salvador    | 1 h 48' 45" |
| 38      | Amjad Tawalbeh          | Giordania      | 1 h 49' 35" |
| —       | Reima Salonen           | Finlandia      | NP          |
| —       | Dominique Guebey        | Francia        | NP          |
| —       | Dieter Hoffmann         | Germania Ovest | NP          |
| —       | Lars Ove Moen           | Norvegia       | NP          |